# Isolde Woschee

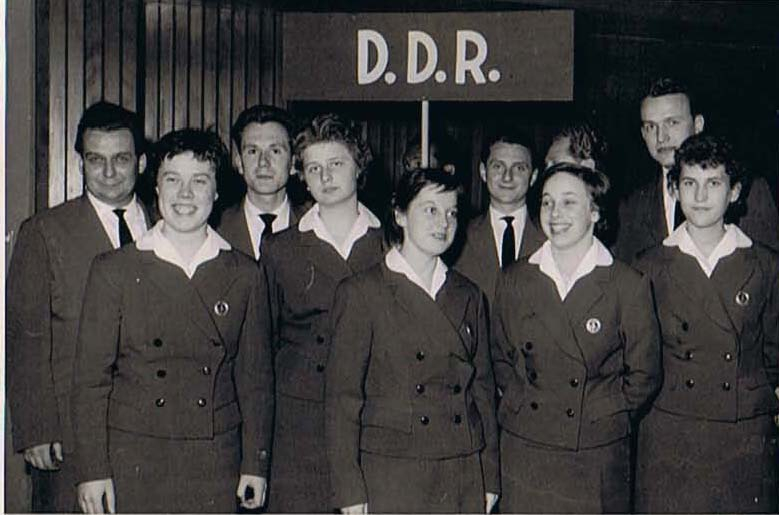
Nationalmannschaft der DDR
Herren von rechts nach links: Günter Matthias, Heinz Schneider (verdeckt), Helmut Hanschmann, Hans Täger und möglicherweise der Trainer.
Damen von links nach rechts: Christa Bannach, Doris Kalweit, Ute Mittelstädt, Sigrun Kunz, Isolde Woschee.

Isolde Woschee (* 14. November 1941) ist eine deutsche Tischtennisspielerin. Sie ist zweifache DDR-Meisterin.

## Werdegang
Isolde Woschee wuchs in Halle zusammen mit ihrer älteren Schwester Inge und ihrem Bruder Falko auf. 1952 begann sie mit dem Tischtennisspielen beim Verein BSG Einheit Halle. 1955 erreichte sie bei der DDR-Meisterschaft der Jugend das Endspiel, das sie gegen ihre Schwester verlor. Im Doppel gewann sie mit ihrer Schwester den Titel. 1956 schloss sie sich dem Verein SC Einheit Berlin an, mit dem sie 1957 DDR-Mannschaftsmeister wurde. 1958 und 1959 wurde sie bei den Erwachsenen DDR-Meisterin im Einzel. International kam sie 1958 bei der Jugend-Europameisterschaft zum Einsatz, wo sie im Doppel mit Christa Bannach Silber gewann. Auch an der EM 1958 der Erwachsenen nahm sie teil. 1959 wurde sie für die Weltmeisterschaft nominiert. In der DDR-Rangliste belegte sie 1958 Platz vier. Ihr letzter Verein in der DDR war Einheit Halle.
Anfang 1960 verließ sie die DDR Richtung Bundesrepublik und schloss sich zunächst den Stuttgarter Kickers, danach dem Oberligaverein ASV Wuppertal und 1960 dem Barmer TTC Blau-Weiß-Gold an. 1962 wechselte sie zum Post SV Köln. Bei den deutschen Meisterschaften wurde sie 1961 zusammen mit Gerda Schlerth Zweite im Doppel. Zwei Jahre später holte sie Bronze im Doppel mit der ebenfalls aus der DDR stammenden Monika Lau. Sie heiratete 1964 Gernot Thiel. Mitte der 1970er Jahre spielte sie mit ASV Wuppertal in der Oberliga.

## Turnierergebnisse
| Verband | Veranstaltung                         | Jahr | Ort        | Land | Einzel    | Doppel    | Mixed     | Team |
| ------- | ------------------------------------- | ---- | ---------- | ---- | --------- | --------- | --------- | ---- |
| GDR     | Jugend-Europameisterschaft (Junioren) | 1958 | Falkenberg | SWE  |           | Silber    |           |      |
| GDR     | Weltmeisterschaft                     | 1959 | Dortmund   | FRG  | letzte 64 | letzte 64 | letzte 64 | 10   |